# Донецький казенний завод хімічних виробів
Донецький казенний завод хімічних виробів — підприємство з виготовлення боєприпасів, вибухових засобів й промислових вибухових речовин, розташоване в Куйбишевському районі Донецька.
Входить до переліку підприємств, які мають стратегічне значення для економіки й безпеки України.
З 2014 р. підприємство захоплене російськими маріонетковими республіками. Через бойові дії завод практично повністю зруйновано і не працює.

## Історія
Будівництво заводу розпочалося напередодні Другої світової війни, завод розпочав роботу в середині 1940-х років.
За радянських часів завод став одним з флагманів оборонної промисловості СРСР. Основним напрямком діяльності заводу стали виробництво широкої номенклатури боєприпасів для збройних сил, а також виробництво промислових вибухових речовин.
Після перебудови виробництво боєприпасів для потреби збройних сил було практично згорнуте й основним напрямком виробничої діяльності стала утилізація боєприпасів в яких добіг кінця термін зберігання.
Після відновлення незалежності України завод був підпорядкований міністерству промислової політики.
В 2002 році завод був залучений до утилізації 400 тис. протипіхотних мін ПМН, ПМН-2, які перебували на балансі збройних сил України. Фінансування для здійснення цих робіт з утилізації протипіхотних мін здійснювало НАТО.
Крім того, завод періодично виконував роботи з реставрації артилерійських набоїв із заміною непридатних елементів й продовженням терміну зберігання.
Після створення в грудні 2010 року державного концерну «Укроборонпром», в 2011 році завод було включено до його складу.
Протягом 2012 року під час виконання державної програми утилізації надлишкового майна збройних сил України завод виконав утилізацію непридатних до використання боєприпасів загальною вартістю майже 39 млн гривень (2,7 тис. тонн інженерних боєприпасів, 670 тонн артилерійських мін й більше 600 тонн реактивних снарядів).
Протягом 2013 року завод утилізував 304,2 тонни боєприпасів, виготовив й реалізував 4 тис. тонн промислової вибухівки.
На початок лютого 2014 року ДКЗХВ спеціалізувався на утилізації боєприпасів, а також виготовляв промислову вибухівку (амоніт, грамоніт, тротилові шашки, заряди для проведення сейсмічних робіт, кумулятивні заряди для перфорації розвідувальних й промислових свердловин нафтогазового комплексу). Особливістю застосовуваної технології було те, що промислові вибухові речовини виготовлялися зі складових боєприпасів, які утилізовувалися промисловим методом.
19 лютого 2014 року директор ДКЗХВ повідомив, що заводом освоєно виробництво нового типу промислової вибухівки: амоніту ГФ-5, який має підвищену стійкість до вигоряння за рахунок введення до рецепту форміату кальцію замість поліфосфату натрію.
Після початку бойових дій на сході України, завод опинився в зоні бойових дій.
28 червня 2014 року завод було захоплено російськими найманцями.
Протягом 2014—2015 років завод неодноразово зазнавав артилерійських обстрілів, що викликало детонацію вибухових матеріалів на його складах і завод практично повністю зруйновано.